# Gare de Blankenberge
La gare de Blankenberge ou gare de Blankenberghe(en néerlandais : station Blankenberge) est une gare ferroviaire belge de la ligne 51, de Bruges à Blankenberge, située à proximité du centre de la ville de Blankenberge, station balnéaire de la province de Flandre-Occidentale en Région flamande.
Elle est mise en service en 1863 par la Compagnie du chemin de fer de Bruges à Blankenberghe avant d'être reprise par l'administration des chemins de fer de l'État belge en 1876. C'est une gare de la Société nationale des chemins de fer belges (SNCB) desservie par des trains InterCity (IC), Touristiques (T) et d’Heure de pointe (P).

## Situation ferroviaire
Établie à 5 mètres d'altitude, la gare terminus de Blankenberge est située au point kilométrique (PK) 14,900 de la ligne 51, de Bruges à Blankenberge, après la gare ouverte de Bruges-Saint-Pierre.

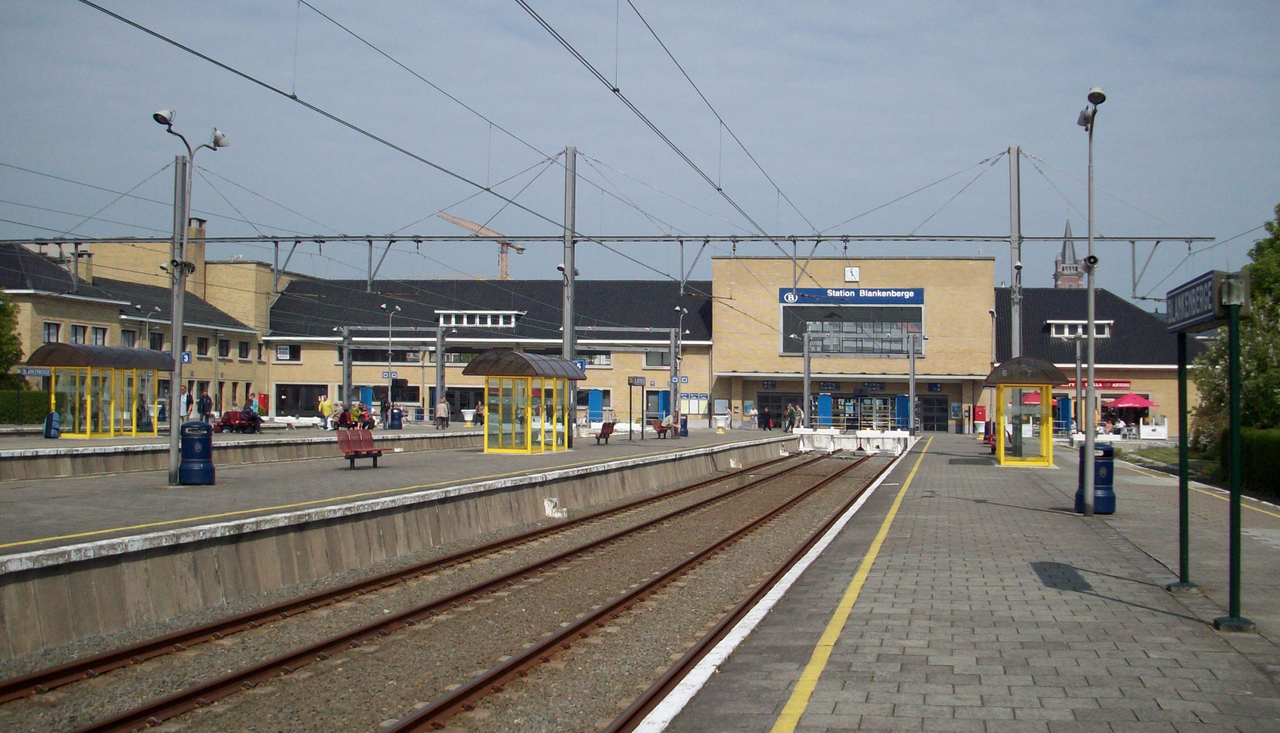
Intérieur de la gare terminus

## Histoire
La station de « Blankenberghe » est mise en service le 16 août 1863 par la Compagnie du chemin de fer de Bruges à Blankenberghe, lorsqu'elle ouvre à l'exploitation sa ligne de Bruges à Blankenberge. Elle est reliée à Heist via Zeebruges lors du prolongement de la ligne le 22 juillet 1868
Dès le début du XXe siècle, la section de Blankenberge à Zeebruges, longeant la côte, a été désaffectée au profit d'une ligne dédiée (Ligne 51A). Le prolongement de la ligne vers Knokke et Heist a à son tour été remplacé par une ligne indépendante, qui permit d'agrandir le port de Zeebruges.
Le bâtiment de la gare datant de 1937, a été démoli en 2013 pour faire place à une nouvelle gare plus moderne construite au même emplacement.
Entre 1978 et 2016, Blankenberge était desservie chaque été par le Luxembourg-Blankenberge express, un train spécial venant du grand-duché doté d'une voiture-restaurant. Suspendu en raison de travaux sur la ligne du Luxembourg, son retour est réclamé du côté Luxembourgeois,. En revanche, il existe toujours un grand nombre de trains saisonniers reliant Blankenberge à plusieurs villes belges.

## Service des voyageurs

### Accueil

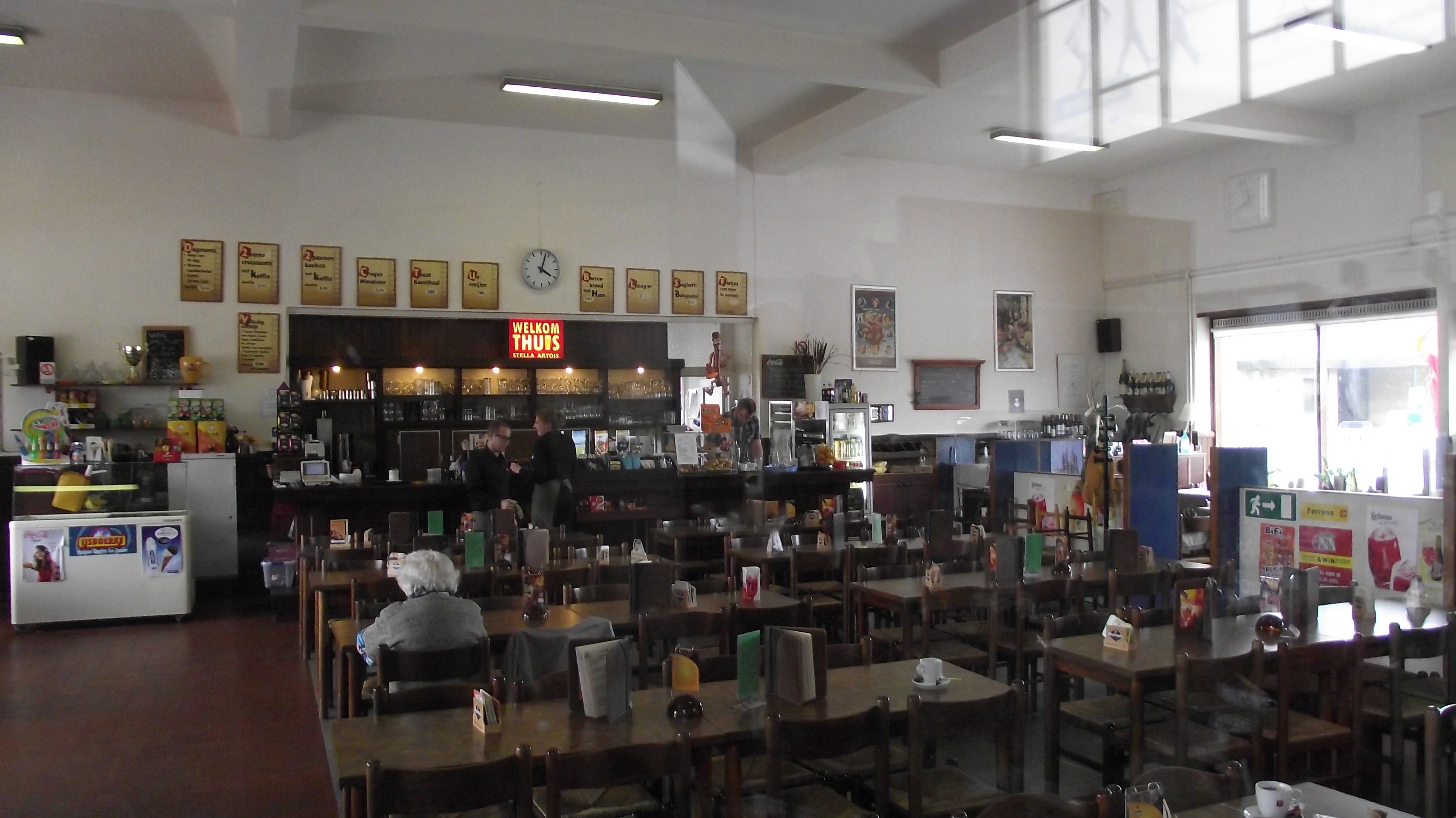
Restaurant
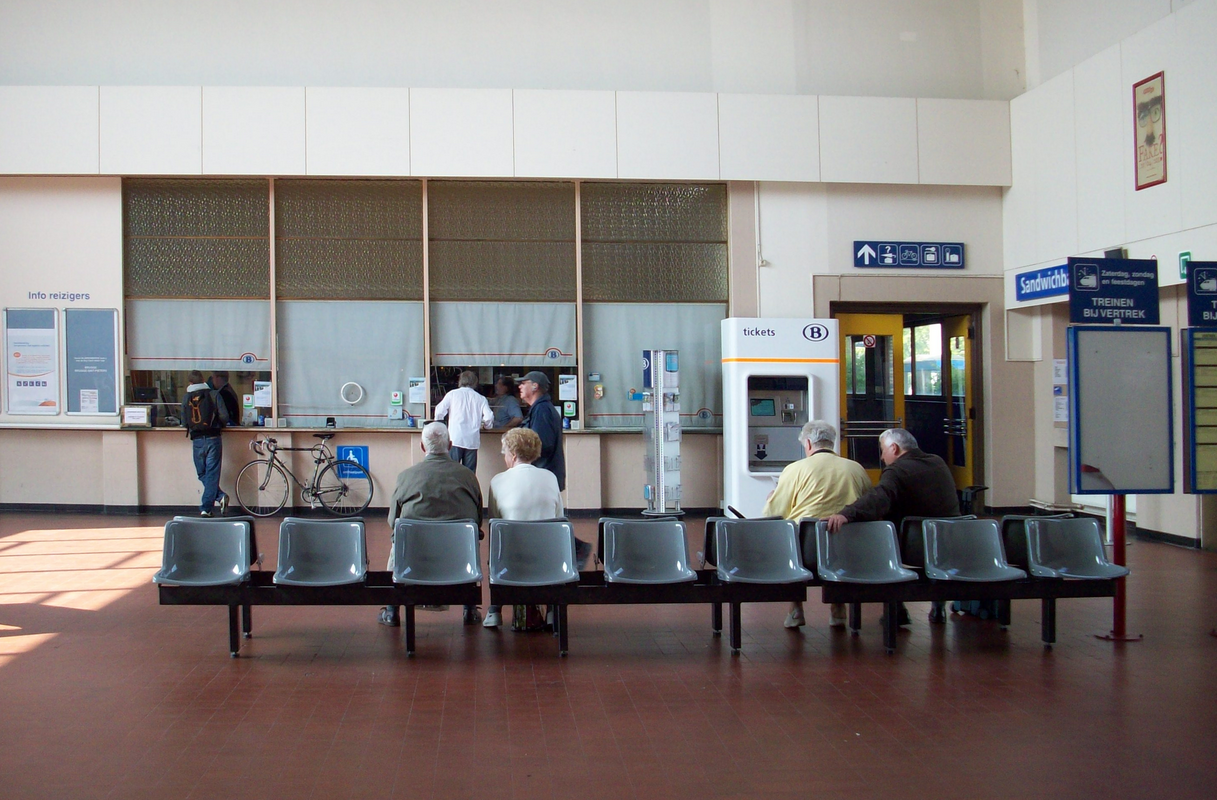
Guichets
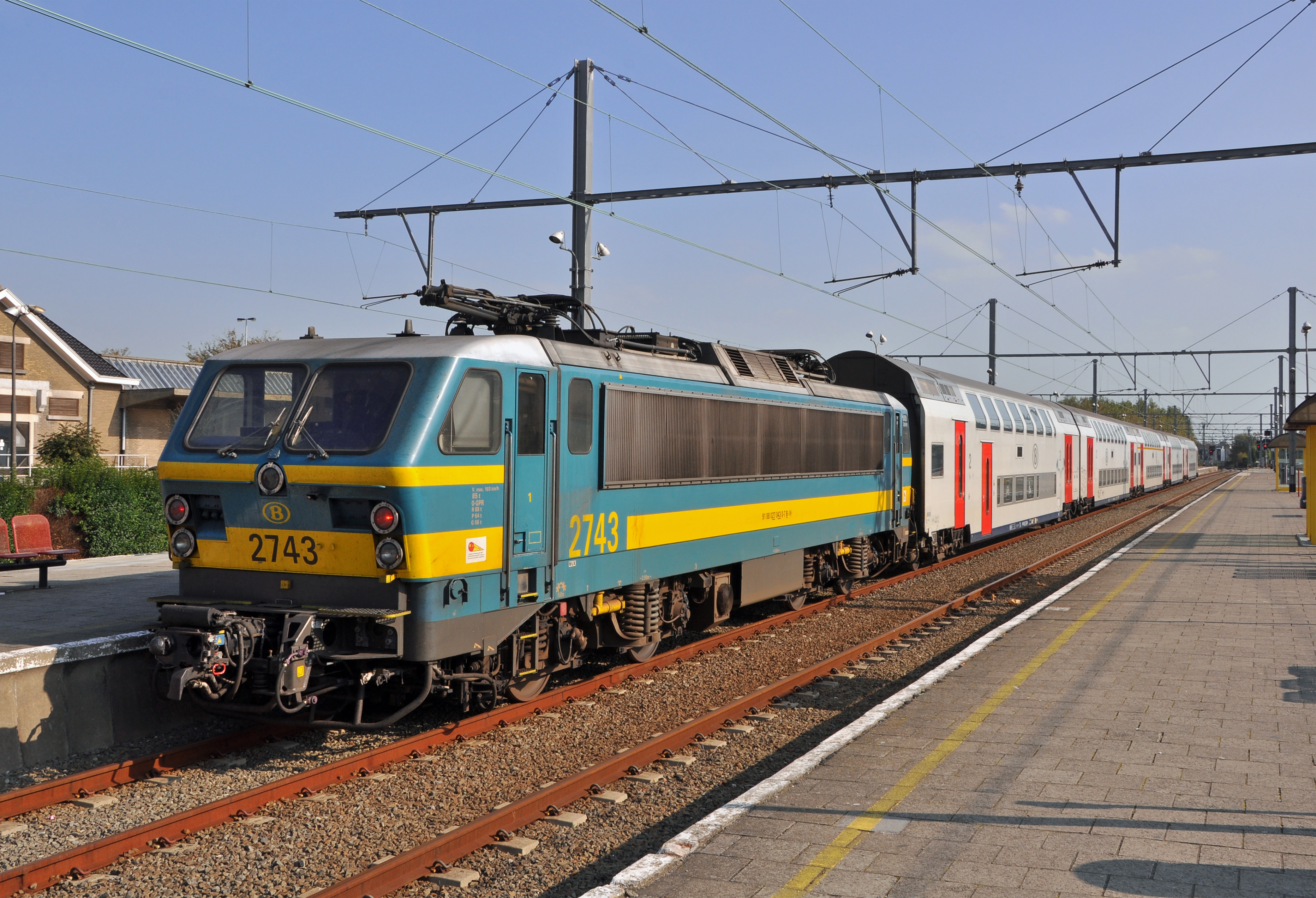
Quais et train

Gare SNCB, elle dispose d'un bâtiment voyageurs, avec guichets, ouvert tous les jours. Elle est équipée d'automates pour l'achat de titres de transports et de consignes à bagages. Des aménagements, équipements et services sont à la disposition des personnes à la mobilité réduite. Un buffet et un restaurant sont présents dans la gare.

### Desserte
Blankenberge est une gare terminus desservie par des trains InterCity (IC), cadencés à l'heure en semaine et durant les week-ends ainsi que par quelques d'heure de pointe (P) en semaine.
Des trains supplémentaires (T), à destination de Blankenberge, peuvent être mis en circulation pendant la saison touristique.
Au départ de Blankenberge, il existe :
- Des trains IC à destination de Genk via Bruxelles (certains sont limités à Hasselt) et les deux derniers de la soirée ne vont pas plus loin que Bruges
- un unique train P entre Blankenberge et Bruges (le matin)
- un unique train P entre Blankenberge et Bruges (l’après-midi)
- un unique train P entre Bruges et Blankenberge (l’après-midi)

Durant certains jours de congés, des trains touristiques (T) desservent Blankenberge.
En semaine :
- trois trains entre Anvers-Central et Blankenberge (via Saint-Nicolas et Gand) le matin
- un train entre Charleroi-Central et Blankenberge (via La Louvière, Mons, Tournai et Mouscron) le matin
- un train entre Neerpelt et Blankenberge (via Malines et Gand) le matin
- trois trains entre Blankenberge et Anvers-Central (via Gand et Saint-Nicolas) en fin d’après-midi et en soirée
- un train entre Blankenberge et Neerpelt (via Gand et Malines) en fin d’après-midi
- un train entre Blankenberge et Charleroi-Central via Mouscron, Tournai, Mons et La Louvière (le soir)
- un train entre Blankenberge et Gand-Saint-Pierre (le soir)

Les week-ends et jours fériés :
- un train entre Turnhout et Blankenberge (via Malines et Gand) le matin
- trois trains entre Anvers-Central et Blankenberge (via Saint-Nicolas et Gand) le matin
- un train entre Charleroi-Central et Blankenberge (via La Louvière, Mons, Tournai et Mouscron) le matin
- un train entre Neerpelt et Blankenberge (via Malines et Gand) le matin
- un train entre Blankenberge et Turnhout (via Gand et Malines) en fin d’après-midi
- trois trains entre Blankenberge et Anvers-Central (via Gand et Saint-Nicolas) en fin d’après-midi et en soirée
- un train entre Blankenberge et Neerpelt (via Gand et Malines) en soirée

Le nouveau plan de transport de la SNCB, mis en place à partir de décembre 2017, a vu la suppression du couplage avec le train de Knokke en gare de Bruges, au profit de deux trains séparés (d’où un gain de temps dans chaque direction).

### Intermodalité
Un parc pour les vélos et des parkings pour les véhicules y sont aménagés. La nouvelle gare comportera également ces aménagements.
Le tramway de la côte belge et plusieurs autobus De Lijn s'arrêtent devant la gare.

## Comptage voyageurs
Ce graphique et tableau montre le nombre de voyageurs embarquant en moyenne durant la semaine, le samedi et le dimanche.
| Nombre de passagers qui embarquent à la gare de Blankenberge | Nombre de passagers qui embarquent à la gare de Blankenberge | Nombre de passagers qui embarquent à la gare de Blankenberge | Nombre de passagers qui embarquent à la gare de Blankenberge |
|                                                              | Semaine                                                      | Samedi                                                       | Dimanche                                                     |
| ------------------------------------------------------------ | ------------------------------------------------------------ | ------------------------------------------------------------ | ------------------------------------------------------------ |
| 1977                                                         | 1 058                                                        | 524                                                          | 614                                                          |
| 1978                                                         | 1 099                                                        | 648                                                          | 791                                                          |
| 1979                                                         | 856                                                          | 521                                                          | 865                                                          |
| 1980                                                         | 962                                                          | 474                                                          | 710                                                          |
| 1981                                                         | 1 009                                                        | 587                                                          | 729                                                          |
| 1982                                                         | 979                                                          | 568                                                          | 843                                                          |
| 1983                                                         | 858                                                          | 548                                                          | 709                                                          |
| 1984                                                         | 780                                                          | 675                                                          | 870                                                          |
| 1985                                                         | 952                                                          | 727                                                          | 1 103                                                        |
| 1986                                                         | 903                                                          | 695                                                          | 1 042                                                        |
| 1987                                                         | 1 147                                                        | 831                                                          | 1 361                                                        |
| 1988                                                         | 1 205                                                        | 899                                                          | 1 674                                                        |
| 1989                                                         | 1 113                                                        | 769                                                          | 1 242                                                        |
| 1990                                                         | 1 125                                                        | 761                                                          | 1 311                                                        |
| 1991                                                         | 1 073                                                        | 910                                                          | 1 165                                                        |
| 1992                                                         | 1 368                                                        | 850                                                          | 937                                                          |
| 1993                                                         | 1 324                                                        | 98                                                           | 1 337                                                        |
| 1994                                                         | 1 581                                                        | 961                                                          | 1 388                                                        |
| 1995                                                         | 1 371                                                        | 1 499                                                        | 1 881                                                        |
| 1996                                                         | 1 495                                                        | 1 071                                                        | 1 459                                                        |
| 1997                                                         | 1 152                                                        | 1 254                                                        | 1 651                                                        |
| 1998                                                         | 1 175                                                        | 1 112                                                        | 1 686                                                        |
| 1999                                                         | 623                                                          | 504                                                          | 695                                                          |
| 2000                                                         | 854                                                          | 820                                                          | 914                                                          |
| 2001                                                         | 790                                                          | 435                                                          | 580                                                          |
| 2002                                                         | 769                                                          | 499                                                          | 500                                                          |
| 2003                                                         | 812                                                          | 572                                                          | 610                                                          |
| 2004                                                         | 785                                                          | 506                                                          | 484                                                          |
| 2005                                                         | 900                                                          | 724                                                          | 1 668                                                        |
| 2006                                                         | 981                                                          | 919                                                          | 1 800                                                        |
| 2007                                                         | 1 233                                                        | 666                                                          | 718                                                          |
| 2008                                                         | -                                                            | -                                                            | -                                                            |
| 2009                                                         | 1 292                                                        | 1 069                                                        | 1 507                                                        |
| 2010                                                         | -                                                            | -                                                            | -                                                            |
| 2011                                                         | -                                                            | -                                                            | -                                                            |
| 2012                                                         | 1 246                                                        | 1 603                                                        | 1 457                                                        |
| 2013                                                         | 1 315                                                        | 1 434                                                        | 1 100                                                        |
| 2014                                                         | 1 718                                                        | 1 294                                                        | 1 898                                                        |
| 2015                                                         | 1 455                                                        | 997                                                          | 1 761                                                        |
| 2016                                                         | 1 371                                                        | 1 307                                                        | 1 419                                                        |
| 2017                                                         | 1 666                                                        | 1 755                                                        | 2 114                                                        |
| 2018                                                         | 1 795                                                        | 1 821                                                        | 1 673                                                        |
| 2019                                                         | 1 790                                                        | 1 348                                                        | 1 679                                                        |
| 2020                                                         | 1 190                                                        | 829                                                          | 1 339                                                        |
| 2021                                                         | -                                                            | -                                                            | -                                                            |
| 2022                                                         | 1 827                                                        | 1 066                                                        | 1 066                                                        |
| 2023                                                         | 1 899                                                        | 1 704                                                        | 2 063                                                        |
| 2024                                                         | 1 606                                                        | 1 206                                                        | 1 192                                                        |